# The Harvest (film, 2013)
Pour les articles homonymes, voir Harvest.
Pour plus de détails, voir Fiche technique et Distribution.
The Harvest est un thriller horrifique américain de John McNaughton sorti en 2013. 

## Synopsis
Une jeune fille (Calis) qui vient de perdre ses parents se prend d'affection pour son nouveau voisin (Tahan), un garçonnet dont la maladie l'empêche de quitter son foyer... les parents du garçon cachent un terrible secret que la jeune fille va mettre à jour.

## Fiche technique
- Titre original : The Harvest
- Titre français :
- Titre québécois :
- Réalisation : John McNaughton
- Scénario : Stephen Lancellotti
- Direction artistique :
- Décors :
- Costumes : Stephani Lewis
- Montage : Bill Pankow
- Musique :
- Photographie : Rachel Morrison
- Son :
- Production : Steven A. Jones, Kim Jose, David Robinson et Meadow Williams
- Sociétés de production : Das Films, Elephant Eye Films et Living Out Loud Films
- Sociétés de distribution :  Elephant Eye Films
- Pays d'origine :  États-Unis
- Budget :
- Langue : Anglais
- Durée :
- Format : Couleurs - 35 mm - 2.35:1 -  Son Dolby numérique
- Genre : thriller horrifique
- Dates de sortie
- États-Unis : 2013

## Distribution
- Samantha Morton : Katherine
- Michael Shannon : Richard
- Natasha Calis : Maryann
- Charlie Tahan : Andy
- Peter Fonda : le grand-père
- Leslie Lyles : la grand-mère